# Square Sainte-Odile
Le square Sainte-Odile est un square du 17e arrondissement de Paris.

## Situation et accès
Le square est encadré par la rue Jean-Moréas et l'église Sainte-Odile à l'ouest, le boulevard de la Somme au nord, la rue de Courcelles à l'est et l'avenue Stéphane-Mallarmé au sud.
Ce site est desservi par les stations de métro Pereire et Porte de Champerret et par la ligne 3b du tramway d'Île-de-France à la station Square Sainte-Odile .

## Historique
Créé en 1976, le square s'étend sur 11 344 m2.
Il abrite une stèle en hommage à la harpiste Lily Laskine. 
Le 19 mai 2019, deux allées aux noms d'une part d'Arie et Gabriel Sandler et d'autre part de Myriam Monsonego, les trois enfants assassinés à Toulouse lors des attentats de mars 2012, y sont inaugurées.

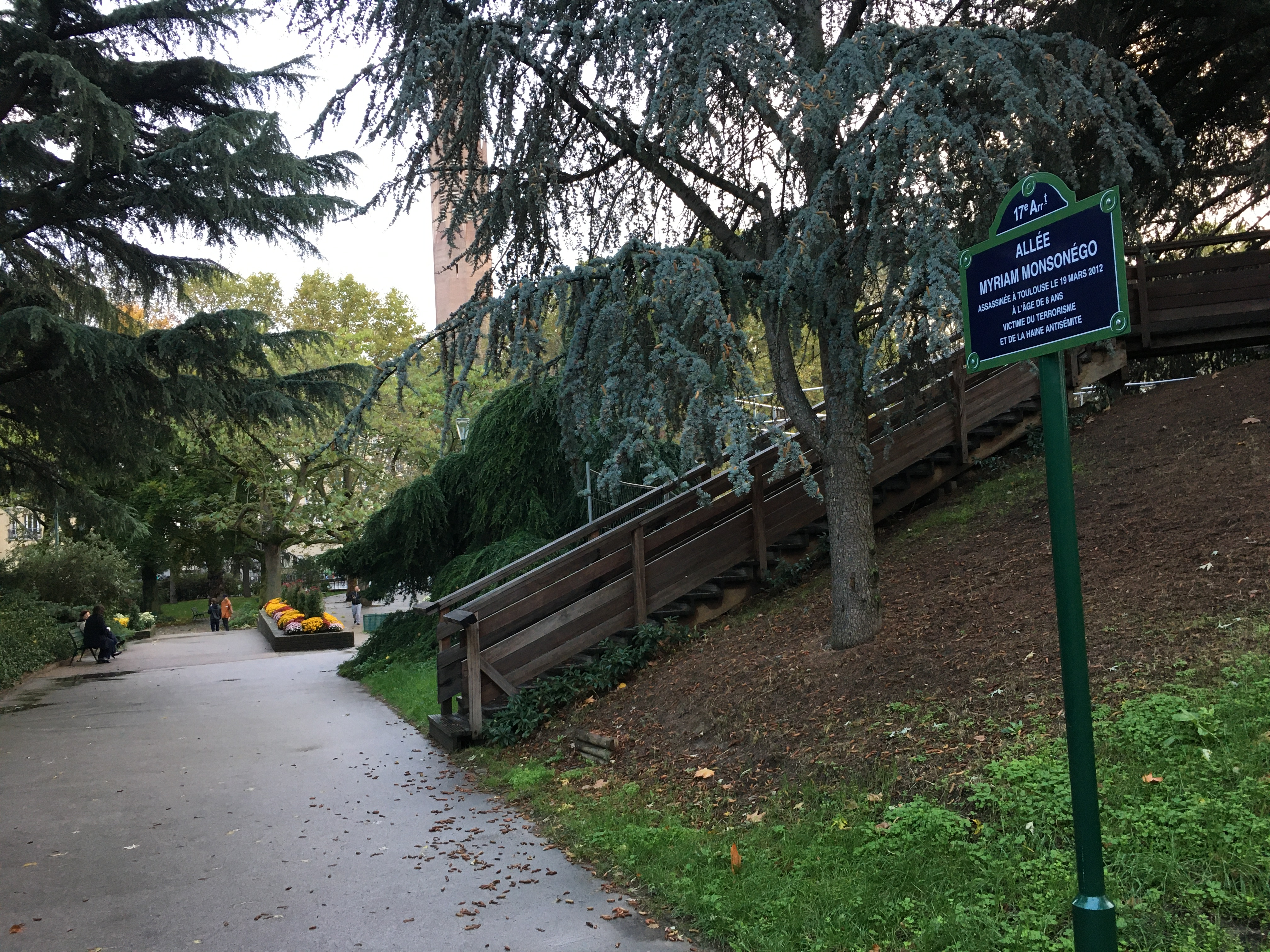
Allée Myriam Monsonégo.

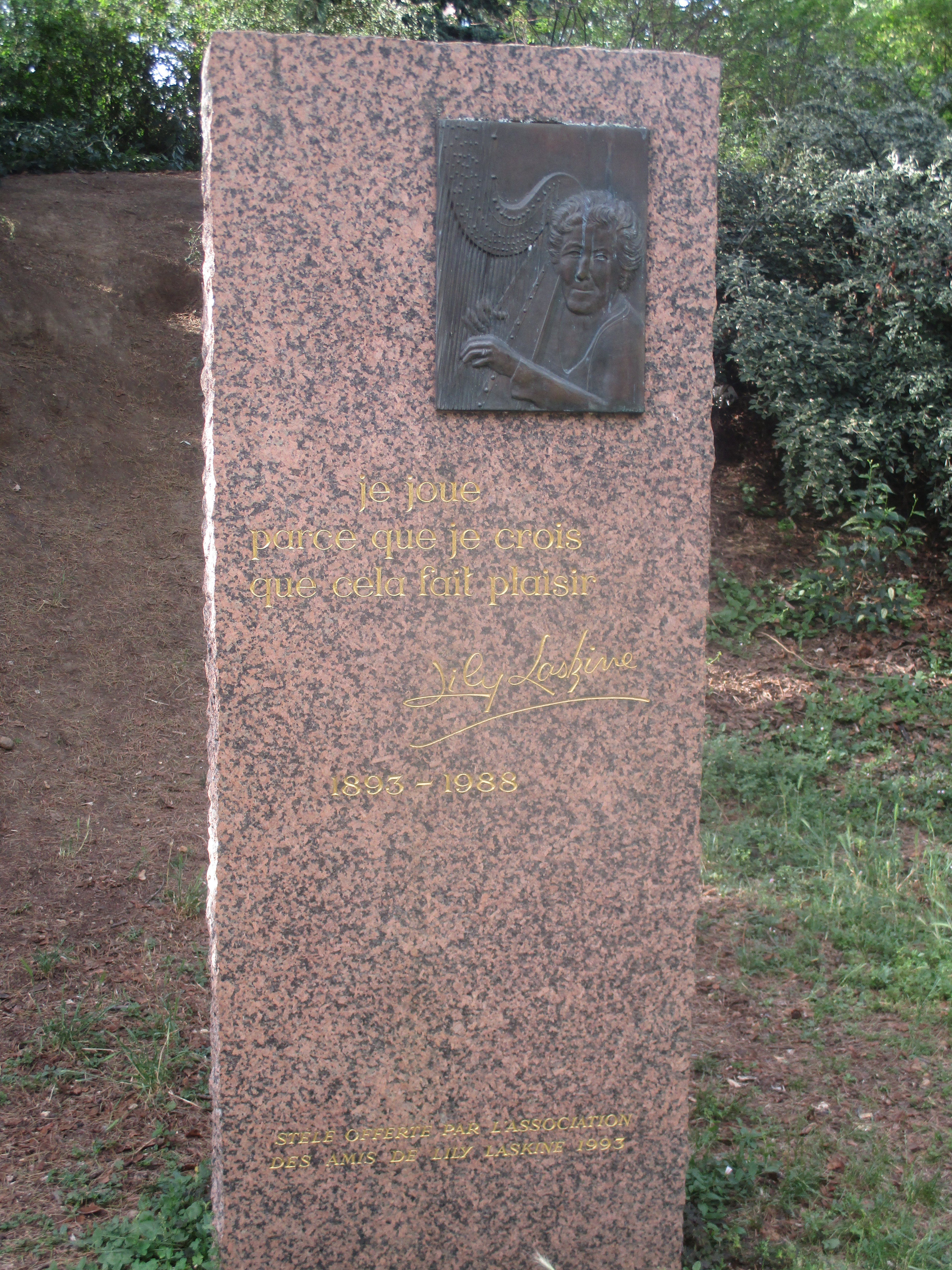
Stèle.